# Famille de Blonay
La famille de Blonay est une ancienne famille seigneuriale qui apparaît à la fin du XIe siècle dans le Pays de Vaud. Elle se sépare au début du XIIIe siècle en deux branches : une branche vaudoise et une branche chablaisienne. Cette séparation est effective au XVIe siècle à la suite de la conquête du Pays de Vaud par Berne et l'apport de la Réforme. La branche du pays de Vaud se convertit au protestantisme et se soumet aux Bernois, tandis que la branche du Chablais reste fidèle aux ducs de Savoie et au catholicisme.

## Histoire

### Origines

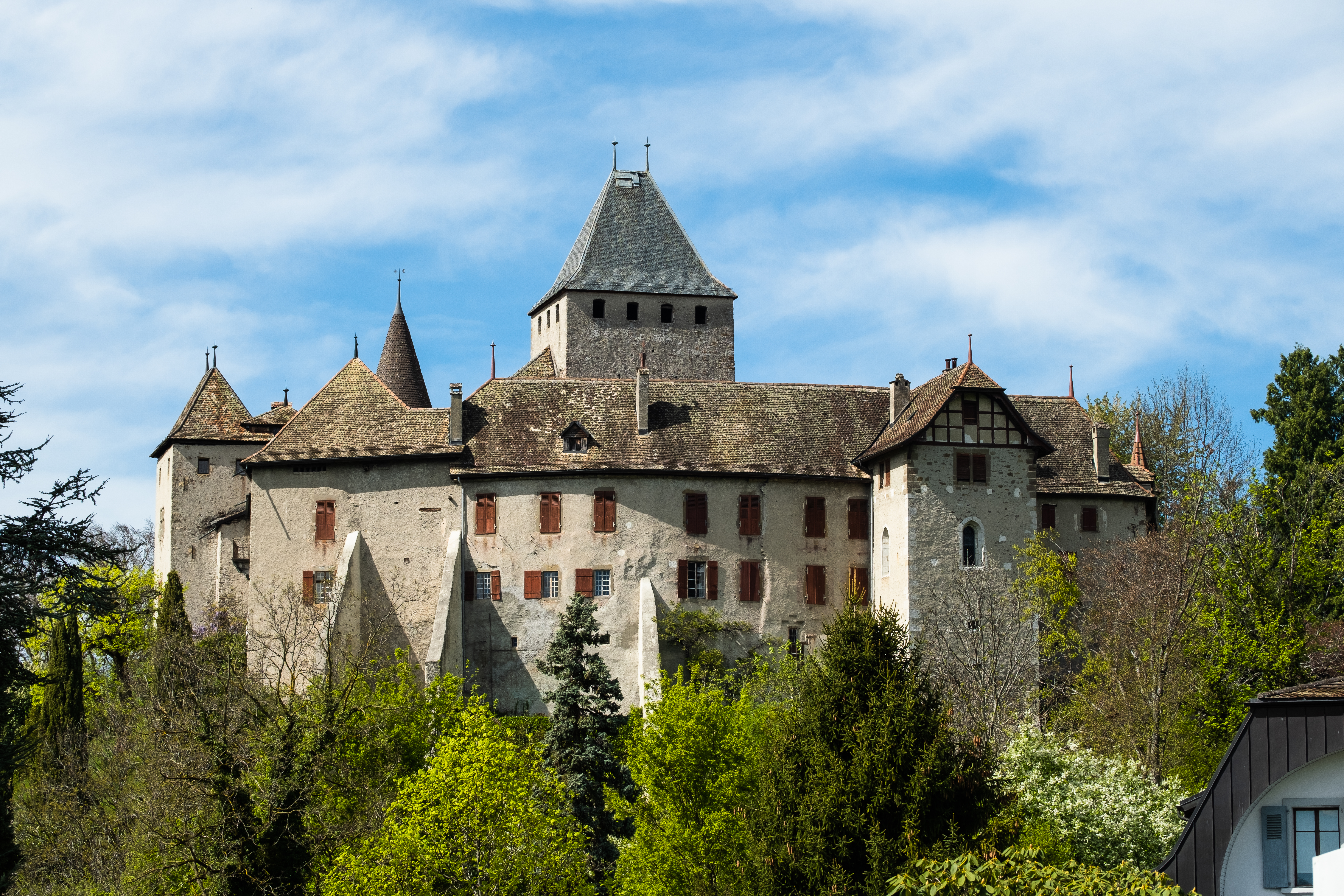
Le château de Blonay.

L'auteur Gustave Chaix d'Est-Ange, dans sa notice (1904), indique, à l'aune de l'étude du comte Amédée de Foras, que « la famille possédait dès le XIIe siècle deux châteaux de son nom, l'un aux environs de Vevey, dans le pays de Vaud, l'autre près d'Evian, en Chablais, et on ignore duquel de ces deux châteaux elle tire son origine ». Selon le comte de Foras la charte de la fondation de l'abbaye d'Abondance (Chablais), en 1108 (certains auteurs ont commis l'erreur de donner 1080), où Amédée de Blonay, mentionné comme témoin avec Girard d'Allinges, sont « qualifiés, par le comte de Savoie, de seigneurs principaux de la province de Chablais, ce qui indiquerait déjà que le berceau de la maison de Blonay, de même que ses anciennes possessions aviatiques, était situé sur le côté méridional (rive gauche) du lac Léman et non sur son bord septentrional (rive droite), comme on le suppose généralement. ».
L'historien suisse Maxime Reymond (1872-1951) indique, dans son article L'origine des maisons de Blonay et d'Oron (1938), que le premier document sur lequel s'appuyer concernant cette famille est une charte du 26 avril 1068 dans laquelle « l'abbé de Saint-Maurice à Eldegarde, femme d'Otton, avoué de l'abbaye, et à leur fils Vaucher, la jouissance du village et de l'église d'Attalens », située en limite du canton de Vaud. L'historien considère que ce « Vaucher » serait le « Vaucher de Blonay à qui l'évêque Lambert de Grandson donna, entre 1090 et 1097, la ville de Vevey. » De Foras nuance d'ailleurs son premier propos lorsqu'il aborde l'obtention du « précaire (prestavit) à son neveu (nepos) Walcherius ou Vaucher, la terre de Corsier et une partie de Vevey, qui dépendaient du domaine de l'évêché. », introduisant le paragraphe ainsi « Il est vrai cependant que vers la fin du XIe siècle ». Les Blonay sont, en effet, à l'origine de la fondation du bourg du Vieux-Mazel, noyau urbain de Vevey. Il récuse de Foras considérant que ce dernier fait reposer ses travaux sur une erreur d'interprétation des documents, notamment à propos de la date de fondation du château dit de Blonay, à Saint-Paul, où l'on donne 1146 alors qu'il s'agit de l'année 1246 (voir section « implantation »).
L'archiviste et historien, Jean-Yves Mariotte, dans Histoire des communes savoyardes (1980), suit cette dernière hypothèse en indiquant que « leur berceau paraît être un château qui porte encore leur nom, à quelques kilomètres au sud-est de Vevey, où leur dynastie serait apparue vers l'an mil ». L'historien Bernard Andenmatten, dans la notice du Dictionnaire historique de la Suisse (2004), confirme que le nom de famille est originaire de Blonay, située au-dessus de Vevey, où elle possède le château, « attesté depuis 1184 au moins ». Les auteurs de l'ouvrage Autour du lac Léman (1902) avancent une édification vers 1175.
Amédée Ier est le premier membre connu de la famille de Blonay, vraisemblablement fils de Vaucher, avoué de l'abbaye de Saint-Maurice. Chaix d'Est-Ange avance l'hypothèse qu'il pourrait être, sans certitudes, le fils de Louis de Faucigny,. Il reprend en cela l'hypothèse d'une communauté d'origine provenant du comte Amédée de Foras qui indique « Dans une charte du 6 des kalendes d'avril 1216 (2), par laquelle Aymon de Faucigny abandonne à Aymon de Blonay tous les droits qu'il pouvait avoir sur Saint-Paul, il l'appelle son consanguin. » (« Aymon de Blonay, son consanguin et ami », nobilis vir Aymo dominus de Blonay consanguineus noster et amicus). Amédée de Blonay est qualifié dans une autre charte de seigneur principal du Chablais avec Brocard d'Allinges. Par son mariage, il serait le beau-frère de Lambert de Grandson, évêque de Lausanne.
Les fils d'Amédée Ier sont Vaucher Ier (sans postérité), Vaucher II et Amédée II (chanoine puis prévôt du Chapitre de Lausanne, et évêque de Sion). Vaucher II participe à la fondation de l'Abbaye cistercienne de Haut-Crêt en 1134. Vaucher II, qui participe à la deuxième croisade (1147), et Guillaume Ier héritent en indivision des biens de leur père, puis, en 1165, Guillaume, alors chanoine de Lausanne cède sa part à son frère. Les fils de celui-ci, Pierre Ier et Guillaume II, héritent des biens de leur père. Le fils de Guillaume II, Aymon, attesté de 1220 à 1276, étend de manière importante l'influence des Blonay sur le Chablais. Par sa mère, il hérita de la seigneurie de Saint-Paul, y construisit un château et de nombreux petits chevaliers devinrent ses vassaux. Ses fils, Jean et Pierre, fondent les deux branches de la famille, vaudoise et savoyarde, la première rattachée à leur château d'origine à Blonay, la seconde à celui de Saint-Paul, dont il ne reste que quelques soubassements.[réf. nécessaire]

### Implantation en Chablais
La famille semble avoir reçu dès 1146, « l'alleu franc et libre de Saint-Paul » — Saint-Paul n'était pas un fief des Faucigny, mais un franc-alleu (Reymond, 1938) —, d'Aymon de Faucigny (Régeste genevois, 1866 et Demotz (2000). Aimon de Blonay, qui obtient ces droits, est dit « consanguineus noster et arnicus » du seigneur de Faucigny. Reymond écarte cependant le lien familial entre les Blonay et les Faucigny ne gardant que l'alliance. D'après ces analyses, c'est à cette date que le château dit de Blonay aurait été édifié. Les Blonay possèdent trois résidences dans la paroisse de Saint-Paul. Jean-Yves Mariotte (1980) indique quant à lui que c'est à la suite d'un mariage avec Isabelle de Bex († 1246), dont on suppose l'appartenance à la famille de Faucigny, les Blonay augmentent leur possession en Chablais, notamment la seigneurie de Saint-Paul, au XIIIe siècle. Le fils, Aymon II de Blonay, obtient d'Aymon II de Faucigny, l'autorisation d'édifier un château et la ville neuve, avec un marché, en 1246,.

Sur le décalage d'un siècle entre les deux affirmations, l'historien Maxime Reymond indique que « Ce texte a été reproduit d'après une copie du XIVe siècle qui porte la date de 1146. Mais cette date est fausse. D'autres copies et d'autres documents montrent qu'un C a été effacé dans l'acte original et qu'il faut lire 1246 et non 1146. »
En 1267, les Blonay cèdent les revenus du marché de Saint-Paul au comte Pierre II de Savoie en échange de l'avouerie de Vevey.
Au XIIIe siècle, le comte Amédée V de Savoie  entre en guerre contre la Grande Dauphine, Béatrice de Faucigny, pour la possession du Faucigny. En 1289, Pierre de Blonay prend parti pour la Grande Dauphine. La seigneurie de Saint-Paul est assiégée en 1290. Les hommes du château se rendent au bout de quatorze jours et les Blonay sont soumis par la force par le comte qui les contraint à l'hommage. Pierre de Blonay récupère le château, très endommagé[réf. nécessaire]. en 1302 en échange de la reconnaissance de la suzeraineté du comte de Savoie. En 1306, le château devient fief savoyard après avoir été acheté par Amédée V 700 livres lausannoises. La famille de Blonay a acquis au cours des XIIe et XIIIe siècles « une importance semblable à celle que les Grandson avaient à l'extrémité opposée du Pays de Vaud ».

### Au service de la maison de Zähringen
La famille de Blonay était vassale des Zähringen. Ils deviennent vassaux de la maison de Savoie lorsque le comte les soumet par la force en 1290.
Au début du XIIIe s., les Oron et les Fruence sont vassaux des Blonay. La mayorie de Vevey que détenait les Oron était vassale de l'avouerie que détenait la maison de Blonay.

### Passage à la Réforme
La conquête du Pays de Vaud par Berne en 1536 et l'apport de la Réforme engendre la séparation définitive des deux branches. La branche du pays de Vaud se convertit au protestantisme et se soumet aux Bernois, tandis que la branche du Chablais reste fidèle aux ducs de Savoie et au catholicisme. Les Blonay du pays de Vaud nouèrent alors des alliances matrimoniales avec de grandes familles bernoises (Diesbach, Bonstetten, Graffenried) sans pour autant jouer un rôle politique important. Par les contacts que les deux branches entretenaient, elle remplirent parfois un rôle d'intermédiaire entre Berne et la maison de Savoie.[réf. nécessaire]

### Héritage des Avise
Le baron Jacques de Blonay épouse Marie-Sébastienne d'Avise, issue d'une famille valdotaine, qui voient leurs deux fils être désignés comme héritiers du baron et sénateur Prosper-Nicolas d'Avise, dernier seigneur de Lyverogne et Planaval.

## Titres et possessions

### En Savoie
Au cours de leur histoire, les nobles de Blonay ont porté les titres suivants :
- marquis d'Hermance (1756) ;
- comte de Rossillon ;
- baron d'Avise, de Blonay, du Châtelard ;
- seigneur d'Allamand, d'Avise, de La Bâtie, de Bernex, de Bex, de La Chapelle-Marin (v. XVIIIe siècle)[24], de Corsier-sur-Vevey, de Joux, de Livrogne, de Lugrin, de Maxilly, de Mézières, de Montigny-en-Chablais, de Montmeilleur, de Nernier, de Planaval, de Rochefort, de Romanens, de St. Paul, de Sales.

Des membres de la famille ont été châtelains de :
- Évian et Féternes (1399-1423) ;
- Maurienne (1332-1333).

### En Suisse
Blonay

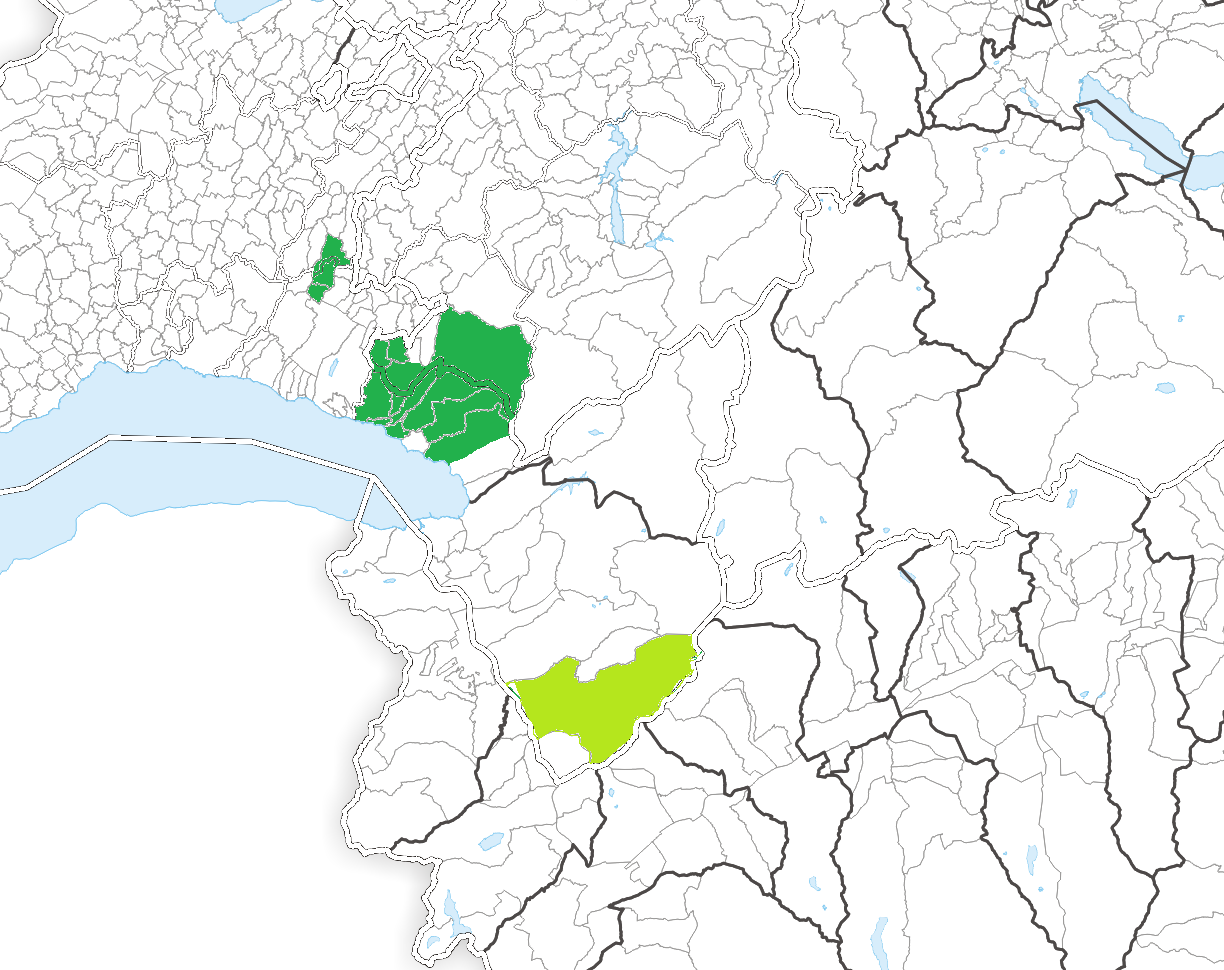
Carte anachronique des possessions de la famille en Suisse. En vert foncé de haut en bas: les seigneuries de Carrouge et Mézières, Fruence, Attalens et Bossonnens, Corsier, Blonay et Saint-Légier, Vevey, Le Châtelard; en vert clair: seigneurie de Bex

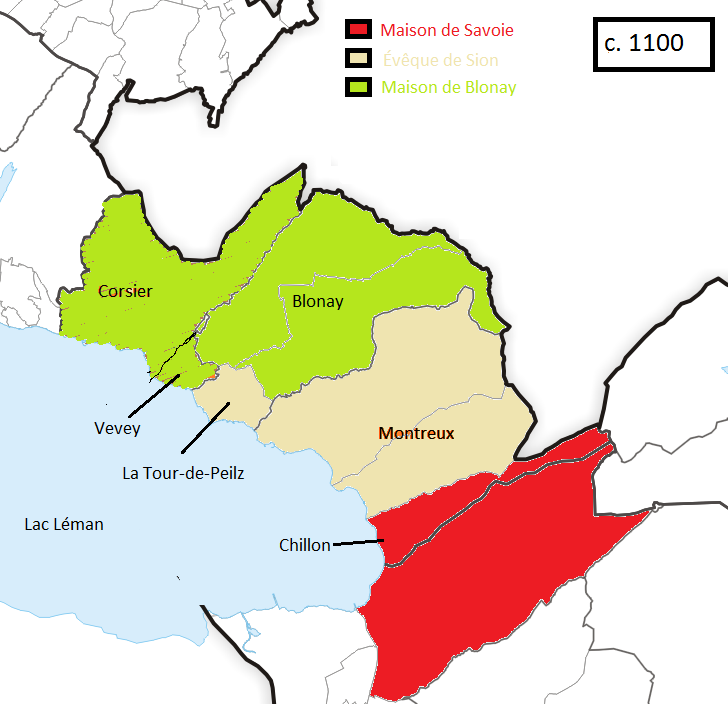
Les seigneurs de la Riviera vers 1100.

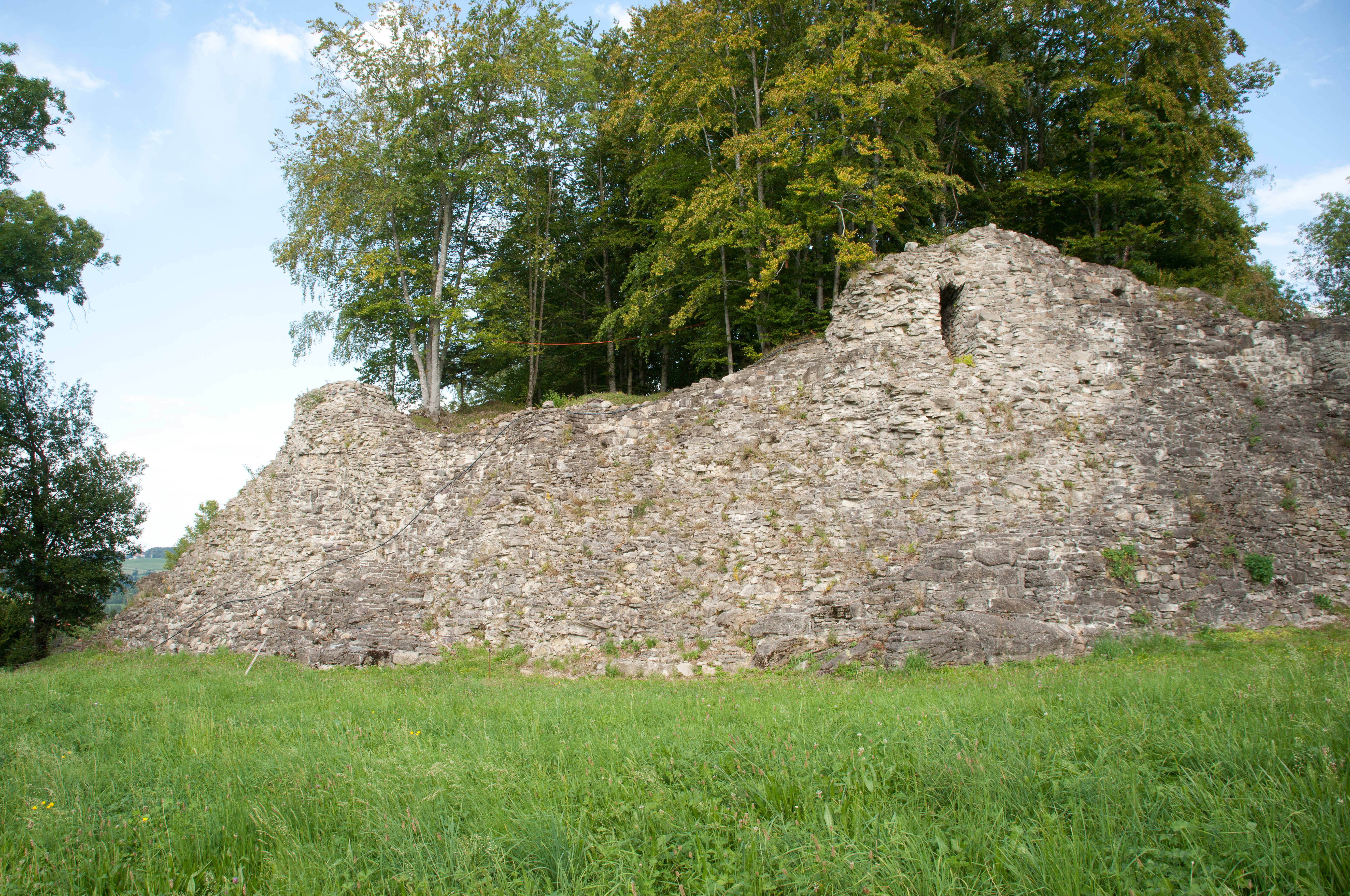
Vue des ruines du château de Bossonnens

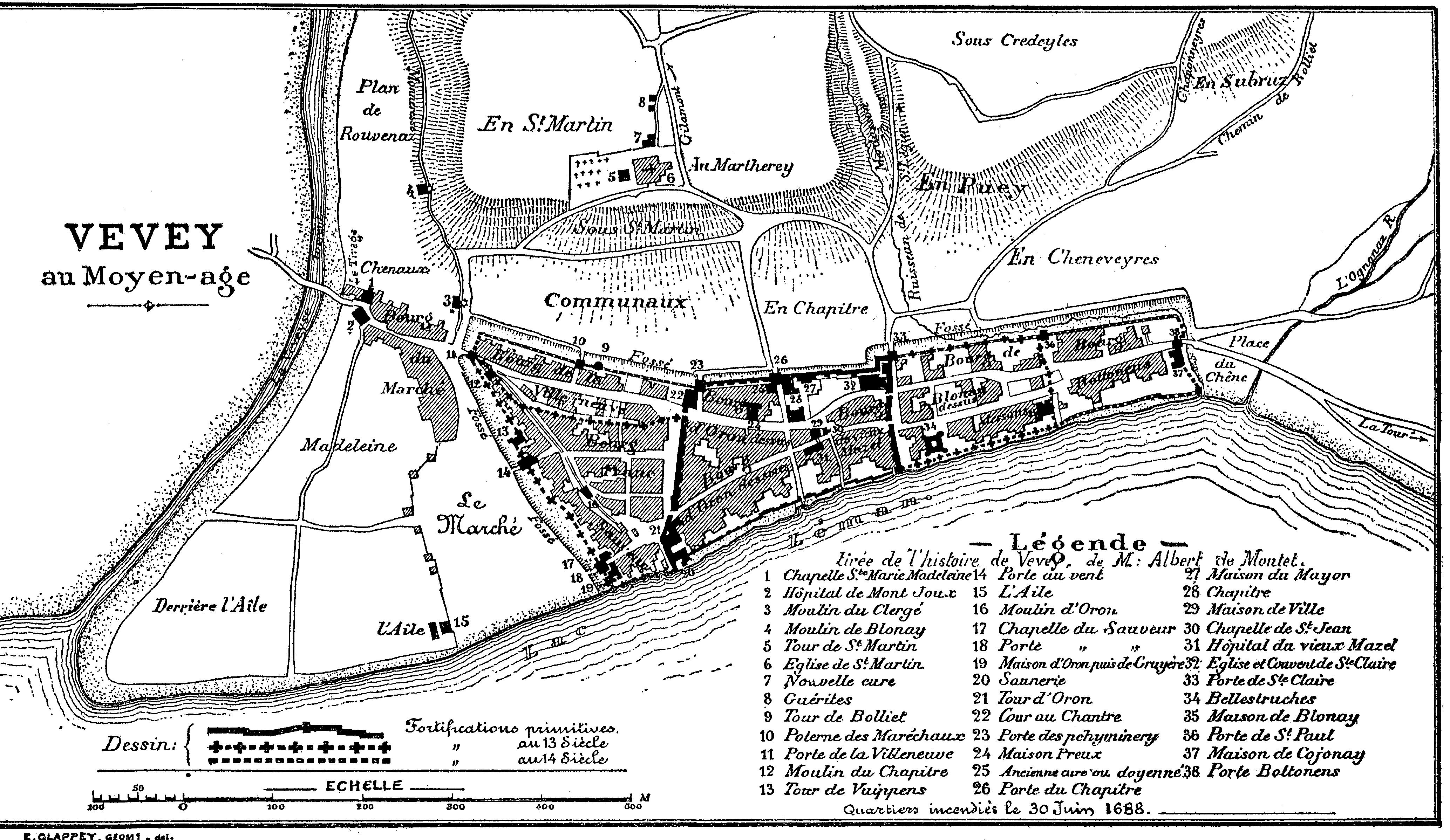
Plan du XIXe siècle illustrant « Vevey au Moyen Âge », sur lequel on voit les bourgs fondés par la famille de Blonay

La famille a possédé la seigneurie de Blonay, qu'elle a vendu à Emanuel Franz Rudolf von Graffenried en 1750.
Saint-Légier
Saint-Légier faisait partie de la seigneurie de Blonay dès 1079. En 1300, le seigneur de Blonay vend Saint-Légier à la maison de Savoie et recouvre cette terre en fief. Ils l'échangent plus tard et la récupèrent en 1565. En 1686, elle passe aux Joffrey par héritage.
Carrouge et Mézières
La seigneurie de Carrouge a appartenu à la famille de Blonay dès la fin du XVe siècle. Elle est ensuite passée aux Lenzbourg. Mézières a également appartenu aux Blonay et est passée aux Lenzbourg en 1536.
Attalens et Bossonnens
La famille de Blonay a possédé les seigneuries d'Attalens (acquise avant 1134) et de Bossonnens. Attalens est encore aux mains de la famille en 1166. Ces deux seigneuries sont ensuite possédées par la famille d'Oron, probablement par mariage. Mathée de Blonay, épouse de Claude de la Sarra, seigneur de Bossonnens a été la dernière châtelaine de Bossonnens.
Vevey
La famille de Blonay a possédé Vevey. Elle en a inféodé une partie à la famille d'Oron. Elle possédait également l'avouerie de cette ville. La famille a fondé les bourgs de Blonay en 1280 et de Bottonens en 1341.
Corsier-sur-Vevey
La maison de Blonay a possédé la seigneurie de Corsier-sur-Vevey. Elle a inféodé plusieurs parts de cette seigneurie aux familles d'Oron, de Compey (vers 1326) et Champion.
Le Châtelard
- Château du Châtelard (Vaud)

Bex
La famille possède un tiers de la seigneurie de Bex entre 1316 et 1431. Les droits sur Bex étaient détenus par la branche savoyarde de la famille.
Fruence
La famille possède la seigneurie de Fruence en 1184. Elle l'inféode ensuite à des chevaliers.

## Personnalités

### Seigneuriales
- Aymon de Blonay (avant 1220-après 1277) ;
- Pierre II de Blonay (avant 1277-après 1320), fils du précédent, auteur de la branche chablaisienne ;
- Des membres sont régulièrement nommés baillis du Pays de Vaud (fin XIIIe – XVe siècle)[29],[30] et du Chablais (XIVe siècle).

### Militaires
- Godefroy de Blonay (1815 - 1868), militaire et conservateur de musée vaudois.

### Politiques
- Baron Louis de Blonay (1676-1755), général de cavalerie, vice-roi piémontais de 1741 à 1745[31] ;
- Baron Philippe-François-Michel (1764-après 1810), maire d'Évian en 1793[32] ;
- Baron René de Blonay, (1777-1852), colonel de cavalerie de l'armée sarde. Député de la Savoie au Parlement de Turin en 1849[33] ;
- Baron Louis François de Blonay, maire d'Évian en 1814 ;
- Baron Louis Cecile Ennemond de Blonay (1795-1842), diplomate ;
- Baron Louis Joseph Ennemond de Blonay (1838-1878), fils du précédent, maire d'Évian (1869-1879). Il est le dernier descendant de la branche chablaisienne, sans postérité[6],[34] ;
- Godefroy de Blonay (1869-1937), baron, membre du Comité international olympique, membre fondateur du Comité olympique suisse.

### Religieux
- Guillaume de Blonay († 1197), évêque élu, mais non consacré de Sion (1177), chancelier de l'évêque de Lausanne Roger de Vico Pisano [DHS 9].
- Rodolphe de Blonay (1345-1387/1390), abbé de Bonmont (1348-1353), de Hautcrêt (1353-1356), d'Hauterive (1358-1368) et d'Aulps (1367-1368)[DHS 10].
- Claude de Blonay, abbé d'Abondance (1550-1574). Il a reconnu quatre fils.
- Mère Marie-Aymée de Blonay, entrée dans l'ordre de la Visitation à l'invitation de François de Sales, deuxième supérieure de la Visitation d'Annecy[35],[36].
- Joseph-Emmanuel de Blonay, abbé d'Aulps (1750-1764)[37].

### Dictionnaire historique de la Suisse
1. ↑  Elisabeth Salvi, « Vevey (commune) » dans le Dictionnaire historique de la Suisse en ligne, version du 2015.
2. 1 2 3 4  Bernard Andenmatten, « Blonay, de » dans le Dictionnaire historique de la Suisse en ligne, version du 2004.
3. ↑  Elisabeth Salvi, « Blonay » dans le Dictionnaire historique de la Suisse en ligne, version du 2014.
4. ↑  Elisabeth Salvi, « Saint-Légier-La Chiésaz » dans le Dictionnaire historique de la Suisse en ligne, version du 2012.
5. ↑  Valérie Favez, « Carrouge (VD) » dans le Dictionnaire historique de la Suisse en ligne, version du 2005.
6. ↑  Olivier Frédéric Dubuis, « Mézières (VD) » dans le Dictionnaire historique de la Suisse en ligne, version du 2008.
7. ↑  Elisabeth Salvi, « Vevey » dans le Dictionnaire historique de la Suisse en ligne, version du 2013.
8. ↑  Jean-Jacques Bouqueti, « Bex » dans le Dictionnaire historique de la Suisse en ligne, version du 16 octobre 2002.
9. ↑  Jean-Daniel Morerod, « Guillaume de Blonay » dans le Dictionnaire historique de la Suisse en ligne, version du 2002.
10. ↑  Kathrin Utz Tremp, « Blonay, Rodolphe de/ Famille de Blonay » dans le Dictionnaire historique de la Suisse en ligne, version du 2002.

### Autres références
1. 1 2 3  Foras, p. T1 - 211.
2. ↑  Borel, p. 376.
3. 1 2  Gustave Chaix d'Est-Ange, Dictionnaire des familles françaises anciennes ou notables à la fin du XIXe siècle, t. 10, Évreux, impr. de C. Hérissey, 1904 (lire en ligne), p. 380-382.
4. ↑  Paul Lullin et Charles Le Fort, Régeste genevois : Répertoire chronologique et analytique des documents imprimés relatifs à l'histoire de la ville et du diocèse de Genève avant l'année 1312, Société d'histoire et d'archéologie de Genève, 1866, 542 p. (lire en ligne), p. 68-69.
5. 1 2  Reymond 1938, p. 7
6. 1 2 3 4 5 6  Chablais, p. 354-355.
7. 1 2  Foras, p. T1 - 213.
8. 1 2 3  Reymond 1938, p. 8.
9. 1 2  Reymond 1938, p. 9.
10. ↑  Guillaume Fatio et Frédéric Boissonnas, Autour du lac Léman, Éditions Slatkine, 1902, 297 p. (ISBN 978-2-05-100346-9, lire en ligne), p. 108.
11. ↑  Gustave Chaix d'Est-Ange, Dictionnaire des familles françaises anciennes ou notables à la fin du XIXe siècle, t. XVII. Fab-Fei, Evreux, imprimerie Charles Herisseys, 1921 (lire en ligne), p. 136-143, « Faucigny-Lucinge, de Coligny et de Cystria (de) ».
12. ↑  Foras, p. 230-231.
13. ↑  Martignier et de Crousaz 1867, p. 101
14. 1 2  Reymond 1938
15. 1 2 3  Paul Lullin et Charles Le Fort, Régeste genevois : Répertoire chronologique et analytique des documents imprimés relatifs à l'histoire de la ville et du diocèse de Genève avant l'année 1312, Société d'histoire et d'archéologie de Genève, 1866, 542 p. (lire en ligne), p. 89-90.
16. ↑  Bernard Demotz, Le comté de Savoie du XIe au XVe siècle : Pouvoir, château et État au Moyen Âge, Genève, Slatkine, 2000, 496 p. (ISBN 2-05-101676-3), p. 267.
17. 1 2 3  Chablais, p. 399-400.
18. 1 2  Girod 1993, p. 77
19. ↑  Andenmatten 2005, p. 162
20. ↑  Castelnuovo 1994, p. 73
21. ↑  Martignier 1862, p. 66
22. ↑  Martignier 1862, p. 25
23. ↑  Fausta Baudin, « Inventaire du Fonds d'Avise », Archivum augustanum, vol. Sources et documents d’histoire valdôtaine publiés par les Archives Historiques Régionales sous la direction de M. Costa, no IX, nouvelle série,‎ 2010, p. 242.
24. ↑  A. Rouget, A. Vachez, Monuments historiques de France publiés par départements : Haute-Savoie, Lyon, 1895, 61 planches, 24,5 × 31,5 cm, Archives départementales de la Savoie.
25. ↑  « SA - Comptes des châtellenies, des subsides, des revenus et des judicatures », sur le site des Archives départementales de la Savoie - enligne.savoie-archives.fr (consulté en février 2018), p. 3
26. ↑  Verdan 1997, p. 53-54
27. 1 2  Martignier 1862, p. 65-66
28. ↑  Castelnuovo 1994, p. 72-73
29. ↑  Albert de Montet, Dictionnaire historique des Genevois et des Vaudois, vol. 2, Lausanne, Georges Bridel éditeur, 1877-1879 Tome premier « A — H » et Tome second « I — Z ».
30. ↑  Charles Gilliard, « Les baillis de Vaud », Revue historique vaudoise, no 39,‎ 1931, p. 15-21 (lire en ligne).
31. ↑  Jules Philippe, Manuel biographique de la Haute-Savoie et de la Savoie, J. Dépollier, Annecy, 1883, 123 pages, p. 97 (lire en ligne).
32. ↑  Paul Guichonnet, Les monts en feu : la guerre en Faucigny, 1793, Académie salésienne, 1994, 368 p. (ISBN 978-2-901102-11-3), p. 186.
33. ↑  (it) Chambre des députés - Portail historique, « Renato De Blonay », storia.camera.it (consulté le 27 janvier 2012).
34. ↑  Girod 1993, p. 170.
35. ↑  Charles-Auguste de Sales, La vie de la mere Marie Aymée de Blonay, dixième religieuse de l'Ordre de la Visitation saincte Marie, & troisième supérieure du premier monastère du mesme ordre, 1655.
36. ↑  Girod 1993, p. 128
37. ↑  Arnaud Delerce, « Liste commentée des abbés réguliers de l’abbaye cistercienne Sainte-Marie d’Aulps (1097-1468) », dans De la pierre au parchemin, Trésors d’histoire savoyarde, Mélanges en l'honneur de Gérard Détraz, t. 114, Académie salésienne, coll. « Mémoires et documents », 2008 (lire en ligne [PDF]), p. 19-53

### Fonds d'archives
Les archives de la branche savoyarde, éteinte au début du XXe siècle, furent récupérées par la vaudoise (cf. article DHS « de Blonay ») :
- Fonds : PP 637 Blonay (famille de), 0954-2000, Inventaires des Archives cantonales vaudoises (présentation en ligne).
- Archives cantonales vaudoise, « Cote : PP 637 Intitulé : Blonay (famille de) » [PDF] (consulté le 17 juillet 2011)